# Camerata Cornello
Camerata Cornello là một đô thị ở tỉnh Bergamo trong vùng Lombardy, có cự ly khoảng 60 km về phóa đông bắcMilano và khoảng 20 km về phía bắc Bergamo.
Camerata Cornello giáp các đô thị: Cassiglio, Lenna, Piazza Brembana, San Giovanni Bianco, Taleggio.